# Walter Sagitta
Il Walter Sagitta era un motore aeronautico a V invertito 12 cilindri raffreddato ad aria prodotto dall'azienda cecoslovacca Walter Engines a.s. a partire dal 1936.
Il Sagitta era un'evoluzione del precedente Walter Major al quale era stato applicato un compressore centrifugo ottimizzato per i 2 000 metri di quota e che si differenziava anche per trasmissione del moto all'elica interposta da un riduttore di velocità.
Inizialmente dotato di distribuzione a valvole in testa (OHV) successivamente fu convertito al sistema SOHC.
In Italia l'Alfa Romeo Milano ne acquistò i diritti e lo produsse su licenza con la designazione Alfa Romeo 122 RC.38.

## Versioni
- Sagitta I-SR: potenza erogata 465 CV (342 kW)
- Sagitta I-RC: potenza erogata 450 CV (331 kW) a 2.600 m

## Velivoli utilizzatori
Cecoslovacchia
- Praga E-51

 Italia
- Savoia-Marchetti S.M.86W

 Jugoslavia
- Rogožarski R-313

 Lettonia
- VEF I-16 (prototipo)

 Paesi Bassi
- Fokker D.XXIII